# San-Gorgonio-Pass
Der San-Gorgonio-Pass (Höhe 485 m) ist ein Gebirgspass im US-Bundesstaat Kalifornien. Er bildet die Grenze zwischen den San Bernardino Mountains im Norden und den San Jacinto Mountains im Süden. Die Interstate 10 sowie eine Eisenbahnstrecke der Union Pacific Railroad führen über den Pass; verkehrstechnisch dient er somit als Verbindung zwischen Greater Los Angeles Area und Coachella Valley. Der Pass ist nach dem heiligen Gorgonius von Rom benannt.
Der San-Gorgonio-Pass wird vor allem von Pendlern aus dem San Bernardino Valley genutzt, die in Palm Springs, dem Coachella Valley oder auch in Phoenix im Nachbarstaat Arizona arbeiten.

## Geografie
Zwischen den Städten San Bernardino und Palm Springs gelegen, bildet der San Gorgonio Pass die Grenze der San Bernardino Mountains und San Jacinto Mountains. Seine offizielle Höhe beträgt 485 m und wurde am schmalsten Ort des Passes bei Cabazon gemessen, der höchste Punkt liegt aber mit ungefähr 790 m in Beaumont. Wie der nordwestlich gelegene Cajon-Pass entstand auch der San-Gorgonio-Pass durch die San-Andreas-Verwerfung. Der San-Gorgonio-Pass ist als einer der tiefsten Gebirgspässe in den Continental United States nicht so steil wie der Cajon- oder Tejon-Pass. Berge am San-Gorgonio-Pass sind der San Gorgonio Mountain im Norden und der San Jacinto Peak im Süden; beide sind über 3300 m hoch. Letzterer hat die fünftgrößte Felswand Nordamerikas und sein Gipfel liegt 10 km südlich der Interstate 10.

## Infrastruktur
Die verkehrstechnische Erschließung des Passes begann mit dem Bau einer Eisenbahnstrecke durch die Southern Pacific Railroad im Jahr 1875. Die Gleise werden heute von der Union Pacific Railroad genutzt. 1952 wurde eine Autobahn über den Pass gebaut, die heutige Interstate 10. Am höchsten Punkt des San-Gorgonio-Passes in Beaumont trifft sie auf die California State Route 60, am Ostende des Passes auf die California State Route 111. Auf dem San-Gorgonio-Pass und in seiner Umgebung kommt es im Winter meist zu mindestens einem oder zwei Schneefällen im Jahr.
Bekannt ist der Pass für die San Gorgonio Pass Wind Farm an seinem Osthang. Dieser Windpark markiert den Eingang zum Coachella Valley und ist an einem der windigsten Orte Südkaliforniens errichtet worden.